# Heilig Hartbeeld (Baexem)
Het Heilig Hartbeeld is een standbeeld in de Nederlandse plaats Baexem in de provincie Limburg.

## Achtergrond
Het Heilig Hartbeeld werd vervaardigd in het Atelier Thissen in Roermond. Het werd geplaatst bij de R.K. Kerk op de Klockeberg en op 15 augustus 1931 geïntroniseerd. De kerk raakte in de Tweede Wereldoorlog beschadigd en werd uiteindelijk gesloopt. In 1949-1950 werd aan de Stationsstraat de H. Johannes de Doperkerk gebouwd. Het Hartbeeld kreeg na ruim 50 jaar nog op de plaats van de Klockenberg te hebben gestaan uiteindelijk een plaats naast de nieuwe kerk.

## Beschrijving
Het stenen beeld is een staande Christusfiguur in gedrapeerd gewaad. Op zijn borst is het Heilig Hart zichtbaar. Hij houdt zijn beide handen, met stigmaga, zegenend gespreid. Achter zijn hoofd draagt hij een kruisnimbus. Het beeld is geplaatst op een eenvoudige, getrapte sokkel, waarop in hoog-reliëf de tekst:

KOMT
ALLEN TOT MIJ